# 青井忠正
青井 忠正（あおい ちゅうせい、1925年1月16日 - ）は、日本の機械工学・物理学者。大阪工業大学第6代学長・名誉教授。理学博士（京都大学）。
専門は、数値流体力学・流体機械、航空物理学。

## 略歴
石川県出身。京都大学理学部物理学科卒業（指導教授：日本の流体力学の第一人者である友近晋）。同大学助手などを経て、1954年理学博士（京都大学）。その後、大阪工業大学工学部に着任し、一般教育科教授、機械工学科教授などを経て、1973年大阪工業大学学長（1981年まで）。1995年大阪工業大学名誉教授。
大阪工業大学工学部にて、25年以上の長きに渡り教鞭を執り、特に数値流体力学の研究育成に貢献した。
主な所属学会は、日本機械学会、日本物理学会、日本流体力学会、可視化情報学会など。主な著書は、工科基礎力学（分担執筆、槙書店1960、学術書)。

## 主な研究
- 長方形断面を有する曲がり流路内の流れ（LDVによる層流の発達領域における断面内二次流れの測定）
- Oseen方程式を用いて二次元柱体まわりの流れに対する境界値問題の解を求める研究
- 粘性流体内に於ける球の緩慢な運動に就いて
- 粘性流体内に於ける円柱の緩慢な運動に就いて
- 航空物体まわりの低レイノルズ数流れの数値解析